# Vincenz Liechtenstein
Prinz Vincenz Karl Alfred Maria Michael von und zu Liechtenstein, Graf zu Rietberg (* 30. Juli 1950 in Graz; † 14. Jänner 2008 in Schloss Waldstein bei Deutschfeistritz, Steiermark) war ein Mitglied des Hauses Liechtenstein und österreichischer Politiker (ÖVP).

## Leben
Vincenz Liechtenstein wurde 1950 als ältestes von fünf Kindern des Prinzen Heinrich von und zu Liechtenstein (1916–1991) und dessen Gattin Elisabeth, geborene Erzherzogin von Österreich (1922–1993), Tochter des letzten österreichischen Kaisers Karl I., in Graz geboren. Seine Kindheit verbrachte er in der Steiermark. Von 1960 bis 1969 besuchte er ein Bundesrealgymnasium in seiner Geburtsstadt. Danach folgte ein Studium der Rechte an der Universität Graz, welches er 1975 mit der Promotion zum Doctor iuris abschloss. Anschließend war er in der Geschäftsführung eines Forstbetriebs tätig. Er besaß die österreichische und die liechtensteinische Staatsangehörigkeit. 
1981 heiratete er Hélène de Cossé-Brissac (* 1960). Aus dieser Ehe gingen zwei Töchter hervor: Adelheid (* 1981) und Hedwig (* 1982). Die Ehe wurde 1991 geschieden und drei Jahre später kirchlich annulliert. In zweiter Ehe war er ab 1999 mit Roberta Valeri Manera (* 1953) verheiratet. Nach dem Tode seines Vaters übernahm er die Verwaltung von Schloss Waldstein.
Liechtenstein gehörte der römisch-katholischen Laienorganisation Opus Dei an und war 1974 Mitbegründer der JES-Studenteninitiative. Er war Mitglied des Vorstandes des Katholischen Familienverbandes und der Sudetendeutschen Landsmannschaft. Als Couleurstudent war er Urphilister der Katholisch Österreichischen Landsmannschaft Josephina zu Wien sowie Protektor der K.Ö.L. Ferdinandea zu Graz im akademischen Bund der KÖL.
Liechtenstein war von 1988 bis 1996 bzw. von 1997 bis 2004 Mitglied des österreichischen Bundesrates. Von 2004 bis 2006 war er Abgeordneter zum österreichischen Nationalrat. 2005 kam er in die Schlagzeilen wegen eines Eklats, da seinetwegen eine Rechnungshofausschuss-Sitzung des Nationalrats wegen Betrunkenheit und Flegelei nach Intervention des Grün-Abgeordneten Peter Pilz unterbrochen werden musste und Liechtenstein ersetzt wurde.
Vincenz Liechtenstein starb am 14. Jänner 2008 völlig überraschend in seinem Schloss Waldstein bei Graz und wurde in der Fürstlichen Gruft an der Kathedrale St. Florin (Vaduz) beigesetzt.

## Auszeichnungen
- 1998: Großes Silbernes Ehrenzeichen für Verdienste um die Republik Österreich[6]

## Nachweise
1. ↑  Miroslav Marek: Liechtenstein family. In: w.genealogy.euweb.cz. Abgerufen am 29. Mai 2024.
2. ↑  Küng und das österreichische Opus Dei. In: Der Standard, 15./16. April 2006, abgerufen am 15. September 2017.
3. ↑  Elisabeth Potzinger, Gerhard L. Fasching (Hrsg.): Zum Gedenken an Dr. Vincenz Prinz von und zu Liechtenstein: Abgeordneter zum Bundesrat und zum Nationalrat a. D.: 1950–2008. Stocker Verlag, 2009, ISBN 978-3-7020-1227-4.
4. ↑  ORF: Betrunkener Mandatar: Sitzung unterbrochen
5. ↑  'Vincenz Liechtenstein ist tot' auf orf.at
6. ↑  Aufstellung aller durch den Bundespräsidenten verliehenen Ehrenzeichen für Verdienste um die Republik Österreich ab 1952 (PDF-Datei; 6,59 MB).

| Personendaten    | Personendaten                                                                            |
| ---------------- | ---------------------------------------------------------------------------------------- |
| NAME             | Liechtenstein, Vincenz                                                                   |
| ALTERNATIVNAMEN  | Prinz Vincenz Karl Alfred Maria Michael von und zu Liechtenstein (vollständiger Name)    |
| KURZBESCHREIBUNG | österreichischer Politiker (ÖVP), Abgeordneter zum Nationalrat, Mitglied des Bundesrates |
| GEBURTSDATUM     | 30. Juli 1950                                                                            |
| GEBURTSORT       | Graz                                                                                     |
| STERBEDATUM      | 14. Januar 2008                                                                          |
| STERBEORT        | Waldstein, Gemeinde Deutschfeistritz, Steiermark                                         |